# Freddie Hicks

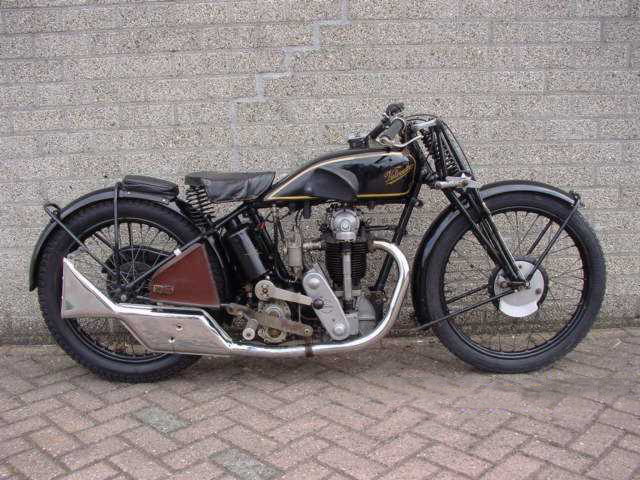
Velocette KTT (350 cm³) aus dem Jahr 1929

Freddie George Hicks (* 1901 oder 1902; † 19. Juni 1931 in Union Mills, Isle of Man) war ein britischer Motorradrennfahrer.

## Karriere
Freddie Hicks trat Ende der 1920er-Jahre auf die Bühne der prestigereichen Motorradrennen. 1928 nahm er erstmals an der Isle of Man TT teil und wurde auf Velocette Fünfter im Junior-Rennen (bis 350 cm³).
Die Saison 1929 wurde die erfolgreichste in Hicks’ Karriere. In der Junior-Kategorie gelang ihm der einzige TT-Sieg seiner Laufbahn. Dabei verwies er auf seiner Velocette Wal Handley (A.J.S.) und Alec Bennett (Velocette) auf die Plätze und stellte mit 69,72 mph (112,2 km/h) bzw. 70,95 mph (114,18 km/h) sowohl einen neuen Renn- aus auch einen neuen Rundenrekord auf. Wenig später gewann er auch die 350er-Rennen um den Großen Preis der UMF auf dem Circuit de la Sarthe in Le Mans (Frankreich) sowie um die Dutch TT auf dem Circuit van Drenthe im niederländischen Assen. Bei der am 19. und 20. Oktober 1929 in L’Ametlla del Vallès, etwa 30 Kilometer nördlich von Barcelona (Spanien), ausgetragenen Motorrad-Europameisterschaft 1929 gewann er auf Velocette das 350-cm³-Gespann-Rennen und wurde damit nach Syd Crabtree der zweite Europameister der Geschichte in dieser Klasse. Hicks war bei diesem Rennen der einzige Starter, der das Ziel erreichte.
1930 nahm Freddie Hicks ein Angebot der Stevens-Brüder an und wechselte nach Wolverhampton zu A.J.S. Dort entwickelte er die OHC-Maschinen weiter und fuhr diese auch in Rennen. Nachdem er 1930 wegen einer Verletzung gezwungen war, kürzerzutreten, startete Hicks in die Saison 1931 mit einem Sieg im 500-cm³-Rennen um den Großen Preis der Nationen im italienischen Monza.
Am 19. Juni 1931 verunglückte Freddie Hicks bei der Isle of Man TT. Er stürzte im Senior-Rennen im Abschnitt Union Mills des Snaefell Mountain Course mit seiner A.J.S. und zog sich dabei Verletzungen zu, denen er noch an der Unfallstelle erlag. Hicks hatte zum Unfallzeitpunkt an vierter Stelle gelegen und sich auf der Verfolgung der Nortons von Percy Hunt, Jimmie Guthrie und Stanley Woods befunden.
Freddie Hicks wurde 32 Jahre alt.

## Statistik

### Erfolge
- 1929 – 350-cm³-Gespann-Europameister auf Velocette

### Isle-of-Man-TT-Siege
| Jahr | Klasse           | Maschine  | Durchschnittsgeschwindigkeit |
| ---- | ---------------- | --------- | ---------------------------- |
| 1929 | Junior (350 cm³) | Velocette | 69,72 mph (112,2 km/h)       |

### Rennsiege
(gefärbter Hintergrund = Europameisterschaftslauf)
| Jahr | Klasse             | Maschine  | Rennen                        | Strecke                        |
| ---- | ------------------ | --------- | ----------------------------- | ------------------------------ |
| 1929 | 350 cm³            | Velocette | Großer Preis der UMF          | Circuit de la Sarthe           |
| 1929 | 350 cm³            | Velocette | Dutch TT                      | Circuit van Drenthe            |
| 1929 | Gespanne (350 cm³) | Velocette | VI. Großer Preis der F.I.C.M. | L’Ametlla del Vallès           |
| 1930 | 350 cm³            | Velocette | Großer Preis der UMF          | Grand Circuit permanent de Pau |
| 1931 | 350 cm³            | A.J.S.    | Großer Preis der Nationen     | Monza                          |

## Verweise